# Lazar Samardžić
Lazar Vujadin Samardžić (Kirin Serbia: Лазар Вујадин Самарџић, phát âm [lâzaːr sǎmaːrdʒitɕ]; sinh ngày 24 tháng 2 năm 2002) là một cầu thủ bóng đá chuyên nghiệp người Serbia hiện đang thi đấu ở vị trí tiền vệ tấn công hoặc tiền vệ cánh trái cho Atalanta theo dạng cho mượn từ Udinese tại Serie A. Sinh ra ở Đức, anh thi đấu cho đội tuyển quốc gia Serbia.

## Sự nghiệp ban đầu
Samardžić chơi cho BSV Grün-Weiss Neukölln 1950 eV từ 2008 đến 2009 và gia nhập Hertha BSC từ ngày 9 tháng 10 năm 2009. Samardžić đã chơi cho các đội U17 và U19 của Hertha BSC ở lứa tuổi dưới 17 và dưới 19 tại Bundesliga, ghi lần lượt 16 và 14 bàn. Samardžić đã giành được giải đồng Huy chương Fritz Walter ở lứa tuổi U-17.

## Sự nghiệp chuyên nghiệp
Samardžić được cho là đã ký hợp đồng chuyên nghiệp và lần đầu tiên xuất hiện với tư cách là dự bị chưa được sử dụng cho đội chuyên nghiệp trong trận hòa 3-3 trước Fortuna Düsseldorf vào ngày 28 tháng 2 năm 2020. Anh đã thu hút sự chú ý của SL Benfica.

## Sự nghiệp quốc tế
Samardžić đã chơi cho Berlin ở cấp độ U-15, U17 và U19. Anh lần đầu tiên xuất hiện trên trường quốc tế và chơi 2 trận ở vòng loại Giải vô địch bóng đá trẻ 17 tuổi châu Âu năm 2019 gặp Belarus và Slovenia. Sau đó, anh đã chơi trong cả ba trận đấu của vòng bảng của giải đấu, ghi một bàn thắng, nhưng đội không thể tiến vào vòng loại trực tiếp. Đối với cấp độ U-19, anh đã chơi ở vòng loại Giải vô địch U19 châu Âu UEFA 2020, ghi hai bàn.